# Samuel Gustaf Hermelin
Samuel Gustaf Hermelin, född 4 april 1744 i Stockholm, död där 4 mars 1820, var en svensk friherre, kartograf, industriman, diplomat, politiker och kolonisatör.

## Biografi
Samuel Gustaf Hermelin var son till riksrådet friherre Carl Hermelin och Hedvig Ulrika Benzelstierna, och sonson till statsmannen Olof Hermelin. Han avlade hovrättsexamen och bergsexamen vid Uppsala universitet 1761, och blev bergsråd 1781.
År 1771 invaldes han som ledamot nummer 191 av Kungliga Vetenskapsakademien. 1782 reste Samuel Gustaf på kungligt uppdrag till Nordamerika för att bland annat undersöka och bedöma det inflytande på den svenska handeln, främst järnhandel, som de nordamerikanska staternas förmodade självständighet kunde medföra. Vistelsen blev långvarig och innebar bland annat att Samuel Gustaf upprättade diplomatiska förbindelser för Sverige med landet. Under sin tid i Nordamerika blev han invalt i såväl American Academy of Arts and Sciences som American Philosophical Society in Philadelphia. När han kom tillbaka till Sverige drog han igång gruvverksamheten i Norrbotten, främst Gällivare malmberg och Ruotevare; fyndigheter hade påträffats tidigare under 1700-talet. Detta var på grund av avståndet en förlust, och först när järnvägen blev klar på 1800-talet blev brytningen mer lönsam. Hans ansatser ledde till att stora områden i trakten blev nybyggen och folk flyttade dit söderifrån. Trots de ekonomiska motgångarna var han mycket populär, och kallades Lapplandskungen.

Charta öfwer Swerige, en karta designad av Samuel Gustaf Hermelin 1797.

Inom kartografin var hans gärning större. Hermelin hade planer på att utge en geografisk-statistisk beskrivning över Sverige och utskickade personer att skaffa upplysningar till detta. Resultatet blev två kartor över delar av Norrland (1796–97), och fem över Finland (1798–99). Dessutom förvärvade han förlagsrätten till två kartor över återstoden av Norrland (1797) samt lät utarbeta en översiktskarta över Sverige (1797) och Finland (1799). Redan 1796 hade Hermelin sökt tillstånd att få använda alla i offentliga samlingar befintliga kartor och ensamrätt att under 15 år utge landskapskartor. Detta bifölls, och 1800–10 utkom 15 kartblad över delar av Svea- och Götaland samt en översiktskarta över södra Sverige. Kartverket hade emellertid åsamkat Hermelin svåra förluster, och 1810 stiftades bolaget Geografisk inrättning, som fortsatte arbetet med att utge en översiktskarta över norra Sverige (1811) och en över Sverige samt en över Sverige och Norge (1815) samt två blad över Skåne (1812) och ett över Kalmar län (1818). Norrlands- och Finlandskartorna upprättades huvudsakligen på grundval av äldre geografiska kartor, medan Svea- och Götalandskartorna grundades på geometriska kartor. Emellertid utfördes även ett flertal astronomiska ortsbestämningar, och för kustkonturerna kunde man stödja sig på trigonometriska mätningar. Hermelin lät även bekosta ett par arbeten av Göran Wahlenberg.
Hermelin utgav även geologiska kartor. Ett I Rön och försök hörande till mineralhistorien öfver Skaraborgs län i Wästergötland (1767) finns en plankarta över Kinnekulle, där olika berglager utmärks med bokstäver, och i  Försök till mineralhistoria övfer Lappmarken och Westerbotten (1804) publicerades en geologisk karta över Svappavaara och en över Gällivare. 1804 utkom fyra "petrografiska" kartor, en över södra delarna av Sverige och Norge, en över Öster- och Västergötland, en över Närke och en över Skåne.

### Familj
Hermelin gifte sig första gången 2 november 1773 i Stockholm med Maria Elisabet Sandels, dotter till bergsrådet Samuel Sandels och Catharina Brandt. De fick tillsammans stiftsjungfrun Hedvig Elisabet Hermelin (1774–1846) som var gift med kanslirådet Bernhard Berndtsson.
Hermelin gifte sig andra gången 28 juli 1785 på Gripenbergs slott i Säby socken med Hedvig Augusta af Söderling (1761–1794), dotter till kommerserådet Samuel af Söderling och Hedvig Ulrika Weldt. De fick tillsammans Ulrika Elisabet Hermelin (1786–1869) som var gift med riksståthållaren Johan August Sandels, Carolina Augusta Hermelin (1787–1799), kammarherren Carl Samuel Hermelin och kammarherren August af Söderling Hermelin.
Hermelin är begraven i Maria Magdalena kyrka i Stockholm.